# Freier zusammenschluss von student*innenschaften
Der freie zusammenschluss von student*innenschaften (fzs) ist der Dachverband verfasster Studierendenschaften und ähnlicher Studierendenvertretungen in Deutschland. Er vertritt auf Bundesebene die (hochschul-)politischen, sozialen und wirtschaftlichen Interessen von über 1 Million Studierenden an 100 Hochschulen – also rund ein Drittel der insgesamt 2,9 Millionen Studierenden in Deutschland.

## Geschichte
Die Vereinigten Deutschen Studentenschaften (VDS) brachen 1990 wegen interner Streitigkeiten zusammen. Weil es dadurch aber keinen Dachverband zur bundesweiten Interessenvertretung mehr gab, wurde – nach mehreren erfolglosen Anläufen – 1993 in Hürth schließlich der fzs gegründet. Der westdeutsche FH-Studierendenverband FKS (Freie Konferenz von StudentInnenschaften an Fachhochschulen) war maßgeblich an der Neugründung beteiligt gewesen (dieser war zuvor aus dem früheren VDS-„Projektbereich Fachhochschulen“ hervorgegangen). Von ihm übernahm der fzs zunächst auch die Regelung „Eine Hochschule = eine Stimme“. Diese bewirkte den Beitritt zahlreicher kleinerer Hochschulen, während vor allem die Vertretungen größerer Universitäten sie als undemokratisch kritisierten und vorerst einen Beitritt ablehnten. Nach jahrelangen Diskussionen kam es schließlich 2001 im fzs zu mehreren internen Reformen; indessen wurde, unter anderem, auch eine moderate Stimmenstaffelung eingeführt und damit der Beitritt für die Vertretungen einiger größerer Universitäten attraktiver gemacht.

## Struktur
Der fzs ist ein eingetragener Verein, dem vom Finanzamt für Körperschaften die Gemeinnützigkeit im Sinne der Abgabenordnung bescheinigt wurde. Mitglieder sind einzelne verfasste und nicht verfasste Studierendenschaften. In der Regel werden sie dabei durch ihre jeweiligen AStA, UStA, StuRa usw. vertreten.
Das höchste Gremium im fzs ist die Mitgliederversammlung (MV), die den Vorstand und die Ausschüsse wählt und die konkreten Ziele des Verbands bestimmt. Eine MV findet meistens einmal pro Semester statt und dauert mehrere Tage. Die Diskussion findet dabei im Plenum und in thematischen Foren statt.
Jede MV wählt zwischen acht und zehn Studierendenschaften in den Ausschuss der Student*innenschaften (AS) für das kommende halbe Jahr. Der AS ist zwischen den MVen das höchste beschlussfassende Organ des fzs und tritt in der Regel monatlich zusammen.
Anfang 2022 wurden zudem Referenten-Stellen eingeführt, welche zu bestimmten Themen arbeiten und hierbei die Arbeit des Vorstandes sowie der Ausschüsse und Kampagnen flankieren. Die Entscheidung hierzu fiel die 68. MV und erstmals gewählt hat der AS im Dezember 2021. Aktuelle Referate sind:
- Referat für BAföG und studentisches Wohnen
- Referat für gute Lehre und Arbeitsbedingungen an Hochschulen
- Referat für Internationales
- Referat für Antifaschismus, Antirassismus und Emanzipation

Am ersten April-Wochenende 2022 entschloss sich die 69. MV dazu, den Vorstand durch eine Politische Geschäftsführung nach dem Vorbild parteipolitischer Verbände zu verstärken. Diese wird durch die MV regulär für 2 Jahre gewählt und ist fest angestellt.
Seit Mai 2003 besetzt die MV zudem Ausschüsse. Deren Mitglieder setzen das Arbeitsprogramm ihres inhaltlichen Schwerpunktes um und sind dafür gegenüber der MV rechenschaftspflichtig. Darüber hinaus können Arbeitskreise eingerichtet werden.
Der zwei- bis sechsköpfige Verbandsvorstand setzt die Beschlüsse der MV um und vertritt den Verband nach außen.

### Beiträge
Für Mitglieder mit verfasster Studierendenschaft und mehr als 10.000 Studierenden ist ein jährlicher Beitrag von 80 Cent pro Student zu zahlen, durch den sich der fzs finanziert. Für Mitgliedsstudierendenschaften unter 10.000 Studierenden gilt die Formel: Beitrag = 1 Euro · x − 2000 Euro (wobei x die Anzahl der eingeschriebenen Studierenden darstellt). Mitglieder mit Studierendenzahlen unter 2.000 zahlen daher lediglich einen symbolischen Euro im Jahr.
Die knapp 20 nicht verfassten Studierendenvertretungen Bayerns sind von der Beitragspflicht befreit. Ferner gibt es im Haushalt des fzs einen Posten „Bayern-Soli“, um die bayerischen Studierendenschaften auf ihrem Weg zur verfassten Studierendenschaft zu unterstützen.

## Politik und Verbandsarbeit
Themen des fzs sind unter anderem Hochschul- und Bildungspolitik, Bildungsbenachteiligung (unter anderem spricht er sich gegen Studiengebühren aus und unterstützt das Aktionsbündnis gegen Studiengebühren auch materiell), Sozialpolitik, Meinungsfreiheit für Studierendenschaften durch ein Allgemeinpolitisches Mandat, der europäische und internationale Hochschulraum, Antifaschismus, studentische Verbindungen, Hochschulfinanzierung, Frauen- und Geschlechterpolitik, Antirassismus.
Auf nationaler Ebene vertritt der fzs in offiziellen Gremien die studentische Perspektive, beispielsweise im Arbeitskreis Deutscher Qualifikationsrahmen und in dem im Mutterschutzgesetz vorgesehenen Ausschuss für Mutterschutz.
Auf nationaler und internationaler Ebene ist der fzs zudem im Rahmen der offiziellen Bologna-Arbeitsgruppen der European Higher Education Area vertreten. Auf nationaler Ebene in der Nationalen Bologna Follow-Up Group (NBFUG), welche an die Kultusministerkonferenz und dem Bundesministerium für Bildung und Forschung angesiedelt ist. Auf internationaler Ebene vertritt der fzs Deutschland seit 2018 in den Advisory Groups „Social Dimension“ und „Learning and Teaching“ der Bologna Follow-Up Group (BFUG) der European Higher Education Area.
Der fzs setzt sich für eine grundlegende Reform des Bundesausbildungsförderungsgesetzes ein. So soll die Förderung durch das BAföG künftig unabhängig von Alter, Eltern und Regelstudienzeit als Vollzuschuss gewährt werden. Diese Position vertritt der fzs auch im parlamentarischen Anhörungsverfahren und verleiht ihr über die Arbeit im von Campusgrün, Juso-Hochschulgruppen, DGB-Jugend, ver.di, GEW und IG Metall getragenen BAföG-Bündnis Gehör. Der fzs ist zudem eine der tragenden Organisationen des Studentischen Akkreditierungspools, dessen Verwaltung ebenfalls beim fzs angesiedelt ist.
Mit anderen Strukturen und vielen Aktiven zusammen setzt sich der fzs in der TV Stud-Bewegung für einen bundesweiten Tarifvertrag für studentische Beschäftigte ein. Zu den zentralen Strukturen neben dem fzs zählen die GEW Studis, GEW, ver.di-Jugend, ver.di, DGB-Jugend, Jusos, Juso-Hochschulgruppen, GRÜNE JUGEND, Linksjugend ['solid] und der Die Linke.SDS. U. a. organisierten sie die Streikbewegungskonferenz Jetzt oder Nie im Februar 2023 an der Georg-August-Universität Göttingen gemeinsam mit dem Göttinger AStA.
Auf internationaler Ebene ist der fzs Mitglied der European Students’ Union (ESU). Die ESU ist der Zusammenschluss von nationalen Studierendenvertretungen der Länder, die Mitglied des Europäischen Hochschulraumes sind. Daneben ist der fzs Mitglied der International Union of Students (IUS) gewesen, welche aber faktisch nicht mehr besteht. 2021 hat sich als neuer internationaler Studierendendachverband das Global Student Forum gebildet, bei welchem der fzs qua Mitgliedschaft bei der European Students’ Union repräsentiert ist.
In den Vertretungen der Mitgliedsstudierendenschaften finden sich neben parteipolitisch ungebundenen Fachschaftsaktiven unter anderem Mitglieder der Juso-Hochschulgruppen, der Grünen Hochschulgruppen oder aus dem Umfeld der Linken, sowie unabhängige linke Gruppierungen. Im Juni 2019 verfasste der fzs gemeinsam mit der Jüdischen Studierendenunion Deutschland und dem Jungen Forum der Deutsch-Israelischen Gesellschaft eine gemeinsame Resolution gegen Antisemitismus und die BDS-Kampagne, die neben Juso-Hochschulgruppen und Campusgrün auch der Ring Christlich-Demokratischer Studenten und der Bundesverband Liberaler Hochschulgruppen als Erstunterzeichnende verabschiedeten. Im Oktober 2022 fand erneut eine Deutsch-Israelische Studierendenkonferenz statt an der Goethe-Universität in Frankfurt am Main, zu der viele Israelis eingeflogen wurden, um den Austausch zwischen bundesrepublikanischen und israelischen Studierenden zu intensivieren.
In einem Rechtsstreit über die Wahrnehmung eines Allgemeinpolitischen Mandats durch Studierendenschaften hat das Oberverwaltungsgericht Berlin unter anderem die Mitgliedschaft im fzs gerügt, da sich dieser „seinerseits unbestritten regelmäßig allgemeinpolitisch betätigt“. Die beklagte Studierendenschaft hatte sich nach Auffassung des Gerichts mit der Unterstützung von Initiativen, Kongressen, Zeitschriften und Demonstrationen in unzulässiger Weise allgemeinpolitisch betätigt. Das Urteil bezieht sich dabei auf die Rechtslage im Geltungsbereich des Berliner Hochschulgesetzes sowie einer Wertung über den fzs e. V. von 2003/2004.
Die Arbeit des fzs besteht aus Presse- und Öffentlichkeitsarbeit, Lobbyarbeit – gegenüber Bundestagsabgeordneten und weiteren hochschulpolitisch relevanten Interessenverbänden in Gesetzgebungsverfahren und Gremien –, Bildungsarbeit in Form von zahlreichen Wochenendseminaren und Workshops, Unterstützung von Studierendenvertretungen in ihrer Arbeit, Unterstützung von bildungspolitischen Bündnissen und dem Bereitstellen von Vernetzungs- und Positionierungsplattformen für Studierendenschaften.

## Kampagnen des fzs
Der fzs initiierte immer wieder Kampagnen mit dezentralem Charakter. So soll kontinuierlich an studentischen und gesellschaftspolitischen Themen gearbeitet werden. Dazu zählen die Kampagnen festival contre le racisme und Never again! – Aktionstage gegen autoritäre und faschistische Tendenzen.

### Festival contre le racisme
Vorbild für diese Kampagne war eine Kampagne des französischen Studierendenverbands UNEF. Seit 2005 arbeiten der Bund ausländischer Studierender (BAS) und der fzs gemeinsam an dieser Kampagne. An dieser Kampagne nehmen bundesweit fzs-Mitgliedsstudierendenschaften sowie Nicht-Mitglieder teil.

### Never again! – Aktionstage gegen autoritäre und faschistische Tendenzen
Erstmals richtete der fzs die Aktionstage 2018 aus. Im Januar 2018 organisierte der fzs einen Winterkongress, bei dem sich mit Faschismustheorie auseinandergesetzt wurde. In den nächsten Jahren fanden u. a. Winterkongresse und mit ihnen die Aktionstage zu den Themenkomplexen Antisemitismus, Antiziganismus und Extremismus der Mitte statt. 2022 veränderte der fzs das Format und richtete Mitte des Jahres einen Kongress zu Bildung nach Auschwitz aus.
Maßgeblich an der Organisation der Aktionstage und der Winterkongresse war der fzs-Ausschuss Politische Bildung beteiligt.

## Hochschulpolitik-Portal
Seit Ende 2020 stellt der fzs eine überregionale Arbeitsplattform für seine Mitglieder sowie Landesstudierendenvertretungen, Bundesfachschaftentagungen und weiteren Studierendeninitiativen kostenfrei zur Verfügung. Das Hochschulpolitik-Portal – oft auch kurz HoPo-Portal genannt – funktioniert über angelegte Gruppen mit vielen Features wie Padstrukturen, Rocket.Chat, Nextcloud, Kalender uvm. Seit 2021 gibt es zudem eine Tagungshaus-Funktion über BigBlueButton, die ebenfalls kostenlos zur Verfügung gestellt wird. Das Portal wird beständig weiterentwickelt und wird durch die Genossenschaft WECHANGE betrieben.

## Kritik
Seit seiner Gründung sieht sich der fzs Kritik ausgesetzt. Insbesondere der Ring Christlich-Demokratischer Studenten (RCDS) und der Bundesverband Liberaler Hochschulgruppen (LHG) sehen im fzs eine linksideologisch geprägte Grundausrichtung vertreten und lehnen weitgehend eine Zusammenarbeit ab. Trotzdem sind auch Studierendenschaften mit Studierendenvertretungen unter RCDS-Beteiligung Mitglied im Dachverband.
Bis 2012/13 wuchs der Verband stetig, jedoch traten in Folge von Streitigkeiten um die Ausrichtung des Verbandes ab 2014 einige größere Studierendenschaften aus. Tendenziell linksorientierte Studierendenschaften forderten dabei die Positionierung als „linker emanzipatorischer Richtungsverband“, wohingegen andere eine Beschränkung auf die Vertretung der Interessen der Studierenden im engeren Sinne anstrebten. Daneben stand die Kritik der Geldverschwendung und Ineffektivität. Eine ehemalige Funktionsträgerin kritisierte in ihrem Rücktrittsschreiben das System der „Vettern- und Basenwirtschaft und der Klüngelei“. Inzwischen verortet sich der Verband selbst als progressiver Dachverband mit dem Ziel Studierende allgemein zu vertreten. Seit 2017 verzeichnet der fzs einen kontinuierlichen Mitgliedsanstieg, wobei viele der Anfang der 2010er Jahre ausgetretenen Studierendenschaften und große ostdeutsche Studierendenvertretungen beigetreten sind.

## Mitglieder
Mit Stand vom November 2024 vertritt der Verband 100 Studierendenvertretungen und damit über 1 Mio. Studierende direkt. Eine Liste mit allen Mitgliedsstrukturen ist laufend auf der Webpräsenz des Verbandes aktualisiert aufzufinden.